# Svazek obcí Dřížná
Svazek obcí Dřížná je svazek obcí (dle § 49 zákona č.128/2000 Sb. o obcích) v okresu Rychnov nad Kněžnou, jeho sídlem jsou Přepychy a jeho cílem je zabezpečení zásobování vodou – správa, údržba a provozování vodárenského zařízení"Dřížná". Spolupráce v dalších oblastech, Zákon o obcích -§49(1),§50(1), pokud se tak členové svazku rozhodnou. Sdružuje celkem 4 obce a byl založen v roce 2006.

## Obce sdružené v mikroregionu
- Lično
- Přepychy
- Trnov
- Voděrady